# Cerkiew Świętej Trójcy w Dubience
Cerkiew Świętej Trójcy – prawosławna cerkiew filialna w Dubience. Należy do parafii św. Jana Teologa w Chełmie, w dekanacie Chełm diecezji lubelsko-chełmskiej Polskiego Autokefalicznego Kościoła Prawosławnego. Świątynia znajduje się w centrum wsi, przy skrzyżowaniu ulic 3 Maja i Cerkiewnej.
W Dubience w XVIII w. istniała parafia unicka, najprawdopodobniej posiadająca własną drewnianą świątynię (według innego źródła obiekt ten powstał dopiero w 1838). W 1875 placówka duszpasterska w Dubience została przyłączona do Rosyjskiego Kościoła Prawosławnego razem z całą unicką diecezją chełmską. W końcu stulecia cerkiew uległa zniszczeniu w pożarze i w 1909 została zastąpiona nową murowaną budowlą sakralną, zbudowaną z fundacji moskiewskiego kupca Kławdija Paschałowa (wsparł on finansowo budowę również kilku innych świątyń prawosławnych w eparchii chełmskiej). W dwudziestoleciu międzywojennym cerkiew była czynna jako świątynia filialna. 
Obiekt został zamknięty dla celów kultowych w 1945 i przez kolejne dziesięciolecia pełnił funkcje magazynu. Część wyposażenia przewieziono do nowo tworzonej cerkwi Świętych Piotra i Pawła w Słupsku, inne elementy zostały rozkradzione, freski we wnętrzu cerkwi uległy zniszczeniu. Obiekt był remontowany dopiero po 1990, zaś na początku XXI w. stał się ponownie własnością Polskiego Autokefalicznego Kościoła Prawosławnego. Pozostaje jednak nieczynny z uwagi na zły stan techniczny.

## Historia

### Parafia prawosławna
Pierwsza cerkiew w Dubience została wzniesiona w 1599, po nadaniu miejscowości praw miejskich. Mimo faktu, że prawosławny biskup chełmski Dionizy przyjął w 1596 unię, co pociągało za sobą zmianę przynależności jurysdykcyjnej całej administratury, świątynia ta prawdopodobnie w momencie wyświęcenia należała do Cerkwi prawosławnej.

### Parafia unicka
W XVIII w. w Dubience istniała parafia unicka. Posiadała ona własną świątynię, jednak o jej wyglądzie przetrwały jedynie częściowe dane. Była to świątynia drewniana z trzynastoma oknami, z których cztery oprawione były ołowiem, pozostałe zaś drewnem. Cztery okna były okratowane. Dzwonnica cerkiewna położona była nad przedsionkiem, zawieszono na niej trzy dzwony. W materiałach źródłowych nie przetrwały opisy wyposażenia obiektu z wyjątkiem wzmianki, iż znajdowało się w niej siedem ołtarzy. W sąsiedztwie świątyni działał unicki cmentarz. Liczba wiernych uczęszczających do świątyni w XVIII stuleciu jest trudna do oszacowania. Spotyka się także informacje, jakoby cerkiew powstała dopiero w 1838.
Opisywana cerkiew przeszła na własność eparchii chełmsko-warszawskiej Rosyjskiego Kościoła Prawosławnego wskutek likwidacji unickiej diecezji chełmskiej w 1875. W 1878 przy prawosławnej cerkwi w miejscowości znajdowała się szkoła parafialna. Istnieją przekazy, według których przymusowa konwersja parafii unickiej odbyła się przy czynnym oporze miejscowej ludności.
W 1899 prawosławni stanowili 14,6% mieszkańców siedmiotysięcznej Dubienki. Pod koniec XIX w. obiekt uległ całkowitemu zniszczeniu na skutek pożaru.

### Cerkiew prawosławna z 1909
Na miejscu unickiej świątyni w Dubience w 1909 wzniesiona została nowa cerkiew. Należała do grupy cerkwi na ziemi chełmskiej ufundowanych przez moskiewskiego kupca Kławdija Paschałowa.
Po odzyskaniu przez Polskę niepodległości, w 1919 Ministerstwo Wyznań Religijnych i Oświecenia Publicznego nie uwzględniło cerkwi w Dubience w wykazie etatowych parafialnych świątyń w województwie lubelskim. W 1921 cerkiew pozostawała nieczynna, gdyż duchowni prawosławni i miejscowa ludność tego wyznania w 1915 udali się na bieżeństwo (w 1919 odnotowano sporadyczne otwieranie jej dla celów kultowych). Najpóźniej w 1923 dubieniecka cerkiew została ponownie otwarta jako świątynia filialna (nie jest jasne, której parafii), działająca w ramach dekanatu hrubieszowskiego diecezji warszawsko-chełmskiej. Była jedną z szesnastu czynnych cerkwi prawosławnych w powiecie hrubieszowskim. W latach 30. XX wieku budowla została dodatkowo udekorowana wewnątrz: pojawiły się w niej freski o tematyce religijnej, na podłodze ułożono mozaikę, wstawiono nowe ikony.

### Zamknięcie i dewastacja świątyni

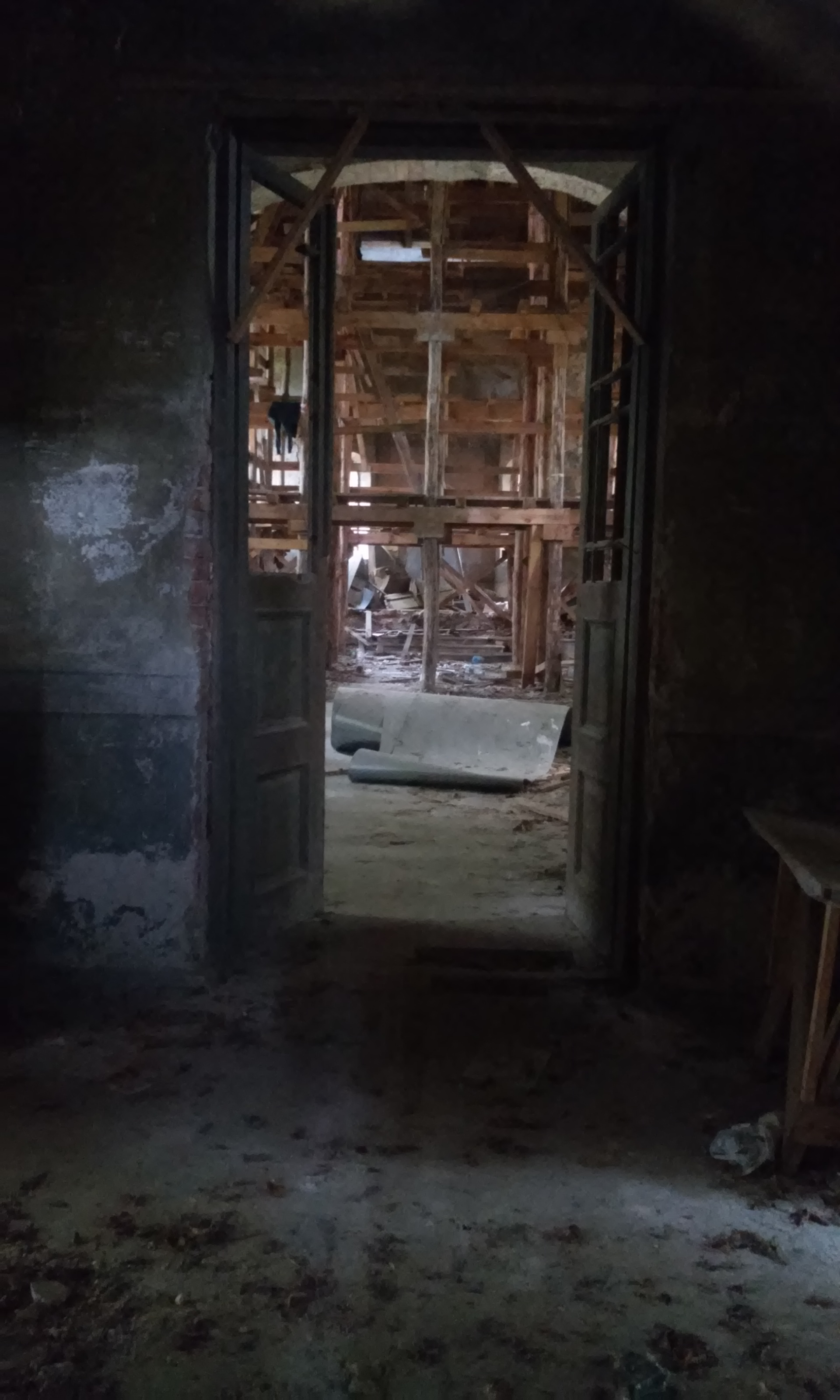
Zdewastowane wnętrze świątyni, stan na 2015

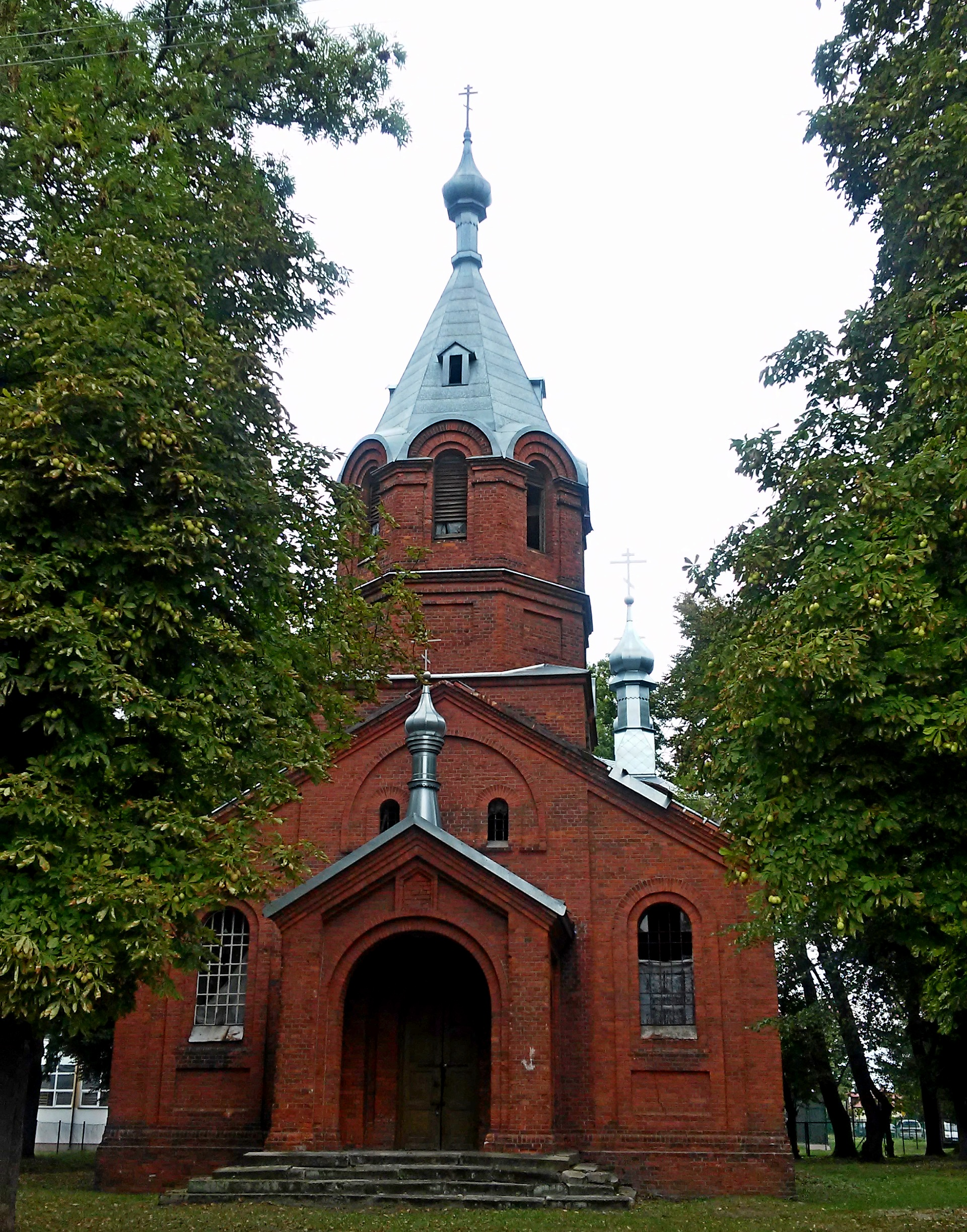
Elewacja frontowa i dzwonnica

W 1945 tymczasowa radziecka administracja nakazała zamknięcie cerkwi. Świątynia została zamieniona w punkt przerzutowy dla bydła przewożonego z Niemiec do ZSRR. Budowlę ostatecznie porzucono w 1946 r., po zakończeniu wysiedleń ludności ukraińskiej do ZSRR – w tym momencie w Dubience przestała istnieć społeczność prawosławna. Część wyposażenia obiektu przewieziono do cerkwi w Słupsku. Obiekt użytkowała następnie gminna spółdzielnia „Samopomoc Chłopska”. Znajdował się w nim magazyn nawozów sztucznych. W 1956 mieszkańcy uzyskali zgodę na zaadaptowanie budynku na szkołę. W rzeczywistości budynek wykorzystywano jako magazyn zbożowy, a następnie całkowicie porzucono, co sprawiło, że przez wiele lat był dewastowany. Resztki wyposażenia cerkiewnego zostały rozkradzione, to samo stało się z ozdobnym ogrodzeniem cerkiewnego terenu. Zniszczeniu uległy schody prowadzące na dzwonnicę, freski oraz tynk. Budowla nie była zabezpieczona przed dalszym popadaniem w ruinę.

### Próby remontu
Cerkiew wpisano do rejestru zabytków 20 stycznia 1990 pod nr A/378. W tym samym roku rozpoczęto jej pierwszy od wywózek ludności prawosławnej remont, który finansowała gmina. Brak środków nie pozwolił na jego ukończenie. Cztery lata później konserwator zabytków w porozumieniu z arcybiskupem lubelskim i chełmskim Ablem zabezpieczył cerkiew przed niszczeniem i sporządził katalog ocalałych resztek cerkiewnego wyposażenia. Przeprowadzony został remont dachu świątyni. Planowane było przywrócenie obiektu do użytku liturgicznego oraz wydzielenie części jego powierzchni na ekspozycję muzealną. Od początku XXI w. zrujnowana cerkiew ponownie jest własnością PAKP, jednak ze względu na zły stan techniczny obiekt nadal nie jest użytkowany.

## Architektura

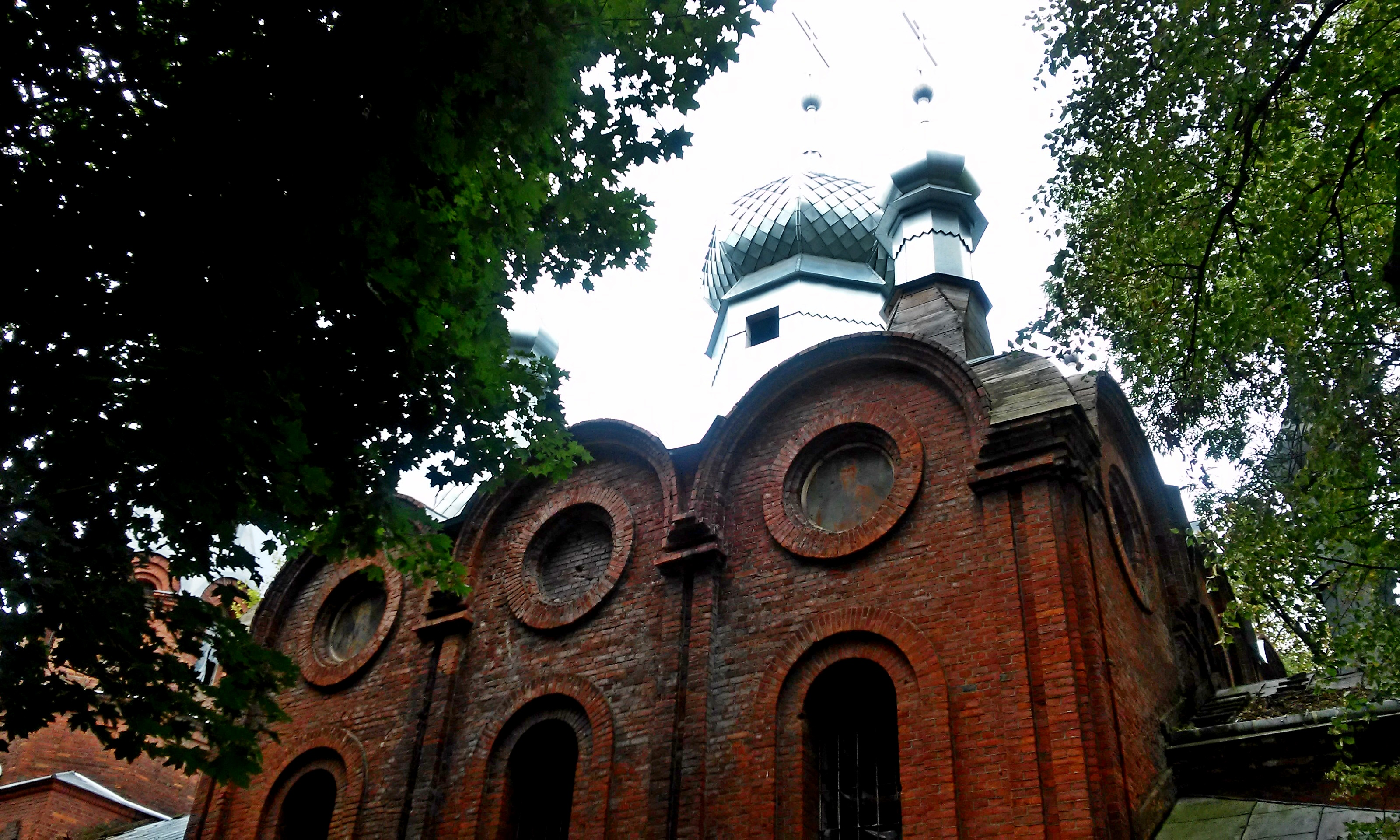
Elewacja boczna świątyni. Widoczne zniszczone freski z postaciami świętych

Cerkiew została zbudowana w stylu bizantyjsko-rosyjskim, w wariancie neoruskim, z czerwonej cegły, nawiązując poprzez wybór budulca do średniowiecznej architektury sakralnej Nowogrodu. Jest to budowla trójdzielna z kwadratową nawą krytą dachem zwieńczonym ośmioboczną latarnią oraz czterema mniejszymi wieżyczkami, które z kolei wykończone zostały mniejszymi cebulastymi kopułkami. Trójdzielne prezbiterium zamyka poligonalna absyda, nad nim również wzniesiono wieżyczkę z kopułą. Wieża-dzwonnica z dachem namiotowym i niewielką cebulastą kopułą wznosi się nad przedsionkiem, przykrytym dwuspadowym dachem. Częścią elewacji frontowej cerkwi jest ganek o dwupołaciowym dachu. Również i ten element wykończono wieżyczką z kopułką o tradycyjnym dla rosyjskiej architektury sakralnej kształcie. Dekoracyjny detal na zewnętrznych ścianach cerkwi zredukowano do arkadowych form okien i fryzów. Na elewacjach zewnętrznych pierwotnie znajdowały się medaliony z wizerunkami świętych prawosławnych. Cerkiew zdobią także obramienia z motywami roślinnymi i geometrycznymi. Wewnątrz przetrwały pozostałości polichromii.
Według identycznego planu wzniesiono także cerkwie w Suchawie i Grodysławicach.